# Домброва (Зґерський повіт)
Домброва (пол. Dąbrowa) — село в Польщі, у гміні Ґловно Зґерського повіту Лодзинського воєводства.
Населення — 51 особа (2011).
У 1975-1998 роках село належало до Лодзинського воєводства.

## Демографія
Демографічна структура станом на 31 березня 2011 року:
|          | Загалом | Допрацездатний вік | Працездатний вік | Постпрацездатний вік |
| -------- | ------- | ------------------ | ---------------- | -------------------- |
| Чоловіки | 26      | 6                  | 15               | 5                    |
| Жінки    | 25      | 5                  | 12               | 8                    |
| Разом    | 51      | 11                 | 27               | 13                   |